# Carl Bonaventura Witzka
Carl Bonaventura Witzka (* 2. November 1768 in Jettingen; † 31. Oktober 1848 in Augsburg) war ein deutscher katholischer Geistlicher und Komponist.

## Leben und Wirken

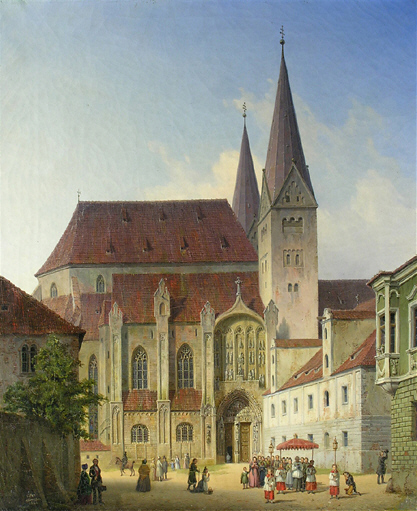
Dom zu Augsburg, 1844

Witzka studierte Theologie in Dillingen und war seit 1792 als Marianer (Sänger und Instrumentalist) und Lektor am Augsburger Dom tätig. Ab 1800 war er am Kollegiatstift St. Moritz als Chorvikar tätig und hatte bis 1822 zudem die Chorregentenstelle inne.
Im Jahre 1812/13 übernahm er die Direktion der Musikliebhaberkonzerte im damaligen Fürstlich Fugger’schen Concertsaal. In jedem Winter wurden 12 Konzerte, und ein zusätzliches zum Wohle der Armen, gegeben.
1822 wurde Witzka Nachfolger von Franz Bühler als Domkapellmeister.
Das Ende der Liebhaberkonzerte war 1829 gekommen. 1830 bildete sich ein größerer Männergesangverein „Liederkranz“, in dem katholische Geistliche und Lehrer beider Konfessionen die Soloquartette bildeten. Neben Witzka leitete manchmal auch aushilfsweise der Verfasser der Augsburger Reminiszenzen, Joseph von Ahorner, diesen Liederkranz.
Mit 70 Jahren, am 15. Juli 1839, richtete Witzka an die Königliche Regierung von Schwaben und Neuburg – Kammer des Inneren – die wiederholte Bitte „um Entlassung von der Domkapellmeisterstelle und um Fortbezug seiner bisherigen Zulage“. Sein geschwächtes Gehör und seine Altersgebrechlichkeit führte er u. a. als Grund für seine Pensionierung an.
Am 7. Dezember 1846 richtete er an den Bischof von Augsburg die Bitte, sein Ruhegehalt, welches jährlich 606 Gulden betrug, anzuheben, „damit er über die Runden kommen könne“. Zum Vergleich führte er das Ruhegehalt seines Vorgängers Franz Bühler an, der bis zu seinem Tode 963 Gulden erhalten hatte. Der Hochwürdigste Herr Bischof entsprach dieser Bitte und erhöhte das Ruhegehalt Witzkas um 50 Gulden jährlich.
Am 31. Oktober 1848 verstarb Carl Bonaventura Witzka kurz vor seinem 80. Geburtstag. Das Begräbnis fand am 3. November auf dem Katholischen Friedhof an der Hermanstraße statt. Eine in der Friedhofskapelle eingelassene Grabtafel erinnert noch heute an ihn.
Witzka war während seiner fast 49-jährigen kirchlichen Dienstzeit 39 Jahre in der „Direktion der Kirchenmusik“ tätig. Daneben trat er bei den „Hofconcerten am Churfürstlich Trier’schen Hofe“, die mit dem Tode des letzten Augsburger Fürstbischofs, Clemens Wenzeslaus, im Jahre 1812 endeten, bei zahlreichen Konzerten als Klaviersolist bzw. -virtuose im Saale der bischöflichen Residenz (dem heutigen Rokokosaal bei der Regierung von Schwaben) auf.

## Werke
Witzkas Schaffen umfasst zahlreiche Messen, Gradualien, Offertorien, Litaneien und Vespern. Die Partitur einer großen Vesper Witzkas liegt als Autograph noch heute im Musikarchiv Hl. Kreuz vor.
Daneben hat er auch weltliche Musik insbesondere Streichquartette, Serenaden für Bläser, große Orchesterwerke, Kantaten und Arien hinterlassen. Seine gedruckten Werke wurden durch Andreas Böhm und Johann Carl Gombart verlegt.